# Роздолля (Кетрисанівська сільська громада)
Роздолля — селище в Україні, у Кетрисанівській сільській громаді Кропивницького району Кіровоградської області. Населення становить 104 осіб.

## Населення
Згідно з переписом УРСР 1989 року чисельність наявного населення селища становила 114 осіб, з яких 48 чоловіків та 66 жінок.
За переписом населення України 2001 року в селищі мешкали 103 особи. 100 % населення вказало своєю рідною мовою українську мову.